# Aproximació final

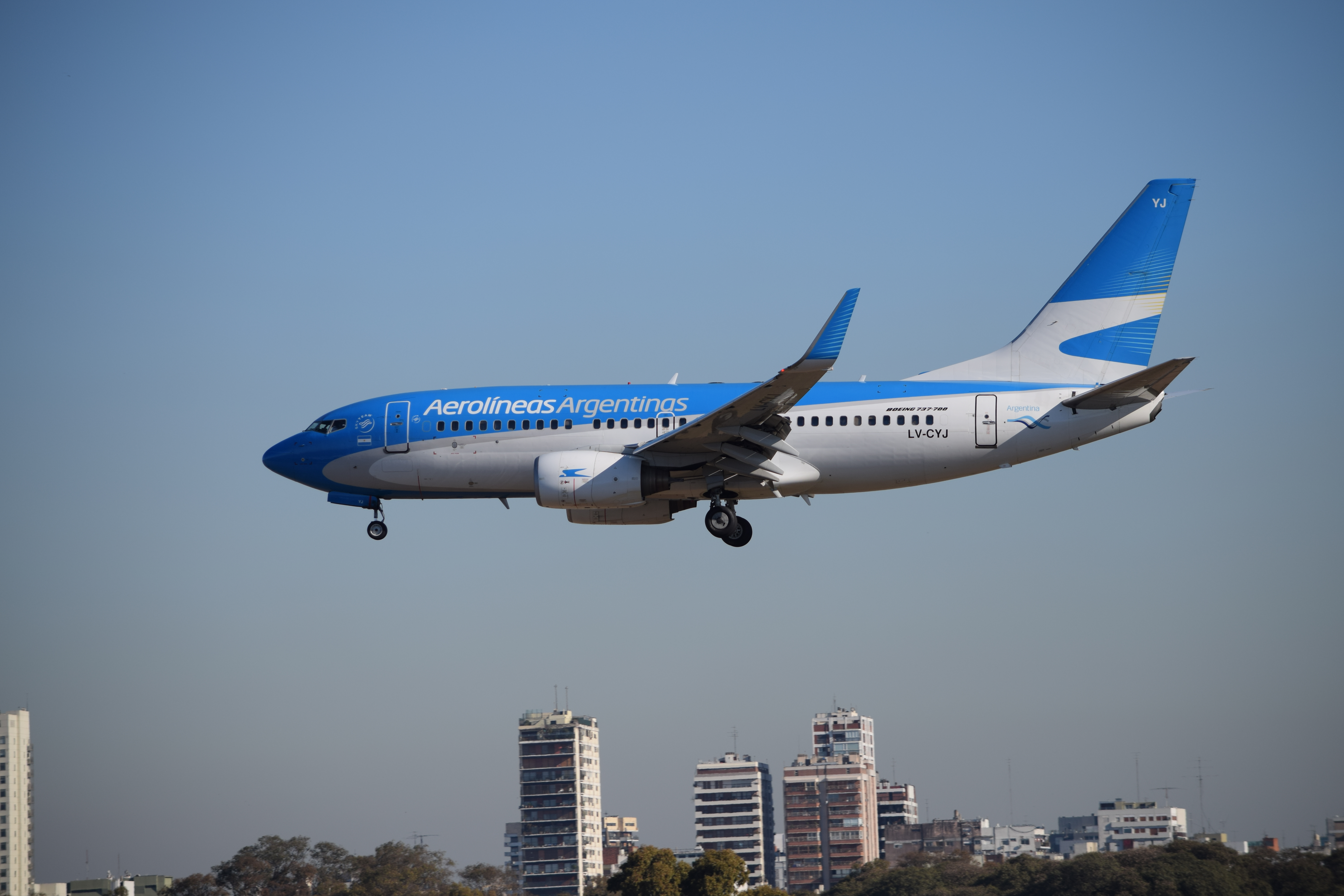
Boeing 737 d'Aerolínies Argentines en la seva aproximació final per aterrar en el Aeroparque Jorge Newbery de Buenos Aires.

En aeronàutica, l'aproximació final, també coneguda com a tram final d'aproximació o senda d'aproximació final, és l'últim segment de vol durant el descens de l'aeronau cap a l'aeroport de destinació.

## Descripció
En aquesta fase, l'avió està alineat amb la pista d'aterratge i tant els pilots com el personal de cabina i passatgers, en cas que hi hagi, estan preparats per al contacte amb el sól. Els pilots comuniquen per ràdio la seva entrada en aquesta fase amb la paraula anglesa final, indicant final approach (aproximació final).
En un patró d'aterratge típic, el qual habitualment es realitza sota condicions meteorològiques visuals (VMC per les seves sigles en anglès), els avions passen del tram de base a l'aproximació final a una distància de un i tres quilòmetres de l'aeroport. En l'aproximació instrumental, com també en aproximacions en un espai aeri controlat sota regles de vol visual (VFR), pot ser que es saltin els trams d'aproximació en el que es diu aproximació directa, que no obstant això, segons quins països, no està permesa o aconsellada en aeroports sense torre de control.